# Franz Domes

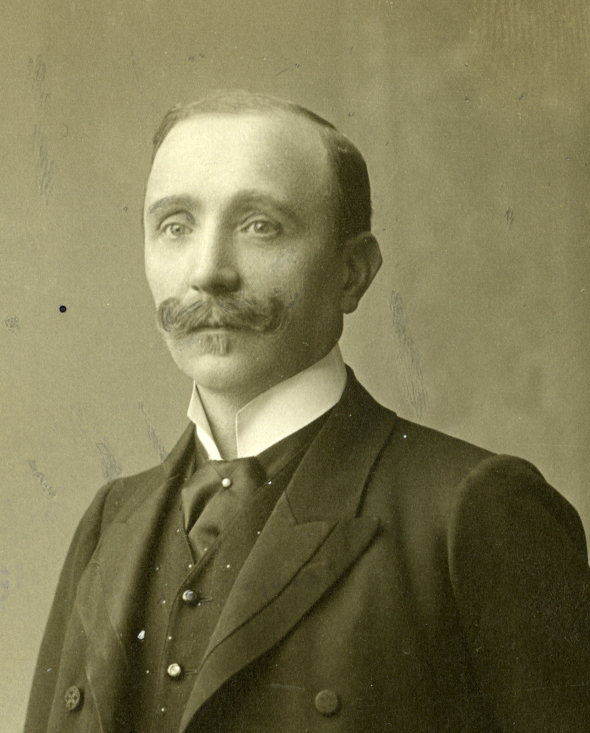
Franz Domes vor oder um 1911

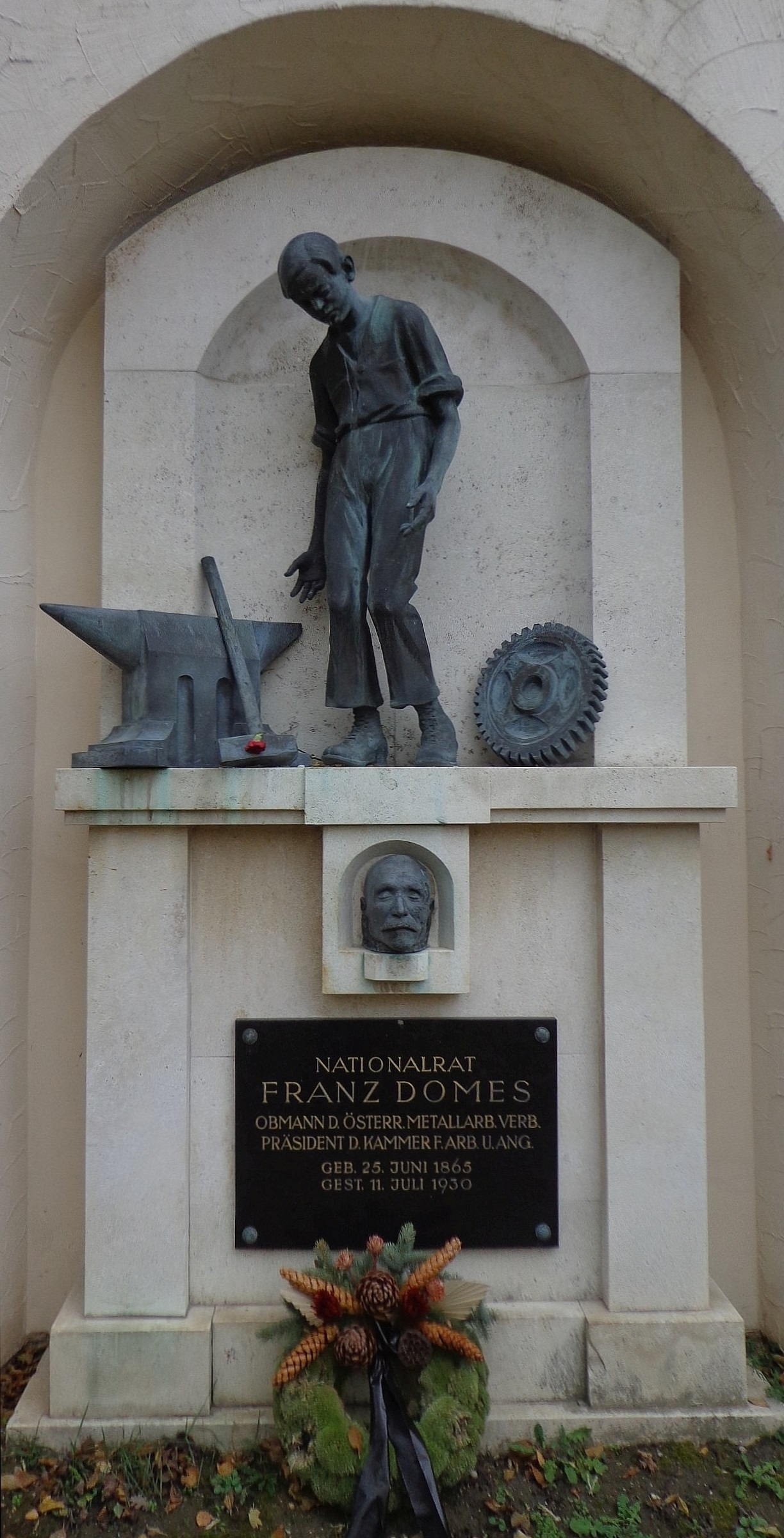
Feuerhalle Simmering – Grab von Franz Domes

Franz Domes (* 25. Juni 1863 in Wien; † 11. Juli 1930 ebenda) war ein österreichischer Gewerkschafter und Politiker (Sozialdemokratische Arbeiterpartei).

## Leben
Franz Domes erlernte nach dem Besuch der Volksschule und Bürgerschule den Beruf des Schlossers. Früh engagierte er sich in der Gewerkschaftsbewegung, er war Mitbegründer des Metallarbeiterverbandes. 1898 wurde er Sekretär dieses Verbandes und 1918 dessen Vorsitzender.
Im Jahr 1906 wurde er Mitglied des Gemeinderates der Stadt Wien und gehörte diesem bis 1920 an, von 1911 bis 1918 war er Reichsratsabgeordneter. 1918/19 war er Mitglied der Provisorischen Nationalversammlung, 1919/20 Mitglied der Konstituierenden Nationalversammlung. Von 1920 bis 1930 war er Abgeordneter zum Nationalrat. Der Schwerpunkt seiner parlamentarischen Tätigkeit lag auf der Sozialgesetzgebung. Domes war ab 1920 Präsident der Arbeiterkammer für Wien und Niederösterreich sowie Präsident des Österreichischen Arbeiterkammertages.
Franz Domes starb 1930 und wurde im Urnenhain der Feuerhalle Simmering bestattet (Abteilung ML, Gruppe 10, Nummer 1G), das Grab von Hugo Taglang gestaltet. Eine Ende der 1920er Jahre von Peter Behrens im 5. Wiener Gemeindebezirk Margareten errichtete Wohnhausanlage wurde Franz-Domes-Hof benannt. Ebenso trug das 1951 bis 1952 erbaute Franz-Domes-Heim seinen Namen.